# Adicción a la compra
La adicción a la compra se define como la deficiencia del control de impulsos que se manifiesta en el afán por efectuar continuamente compras nuevas, en su inmensa mayoría de productos innecesarios o superfluos. Se trata de un concepto muy cercano a la “compra compulsiva” y la “oniomanía”,  aunque los anteriores términos suelen tener un enfoque más clínico, relacionado con un trastorno psicológico individual de control de impulsos. El término adicción a la compra suele tener actualmente un enfoque más psicosocial o se encuadra dentro de las adicciones sin droga, como la adicción al juego, internet, videojuegos, etc. 
La adicción a la compra ha recibido especial atención a partir de la década de 1980, cuando se hizo patente un espectacular aumento del número de personas que la padecía.

## Manifestaciones conductuales de la adicción a la compra
Existen tres tipos de manifestaciones conductuales de la adicción a la compra, con distinta repercusión en la vida de las personas. Se pueden presentar, conjunta o independientemente y de forma más o menos intensa cada una de ellas. No obstante, hay que indicar que se trata de manifestaciones muy interrelacionadas, y que, normalmente, se dan las tres en las personas que padecen de forma grave este trastorno.
- La atracción por los estímulos de consumo o adicción a la compra como actividad de ocio. Se trata de la tendencia excesiva e incontrolada a utilizar la compra como actividad de ocio, a menudo de una forma exclusiva y absorbente. Es evidente que en nuestra sociedad, actividades como mirar escaparates, visitar tiendas, o pasar horas en centros comerciales, aunque realmente no se necesite comprar nada, se han convertido en una forma de ocio, ya que resultan atractivas para muchas personas y están socialmente aceptadas. Lo que diferencia al adicto es que, su atracción excesiva por la compra, llega a interferir en el normal desarrollo de su vida o a perjudicar sus relaciones con los demás, al convertirse en una actividad obsesiva y descontrolada. No todas las personas adictas a los estímulos de consumo son realmente adictas a la compra, aunque a menudo acaban siéndolo.Grandes centros comerciales, convertidos en lugares de estancia y paseo, reflejan el uso de la compra como actividad de ocio.

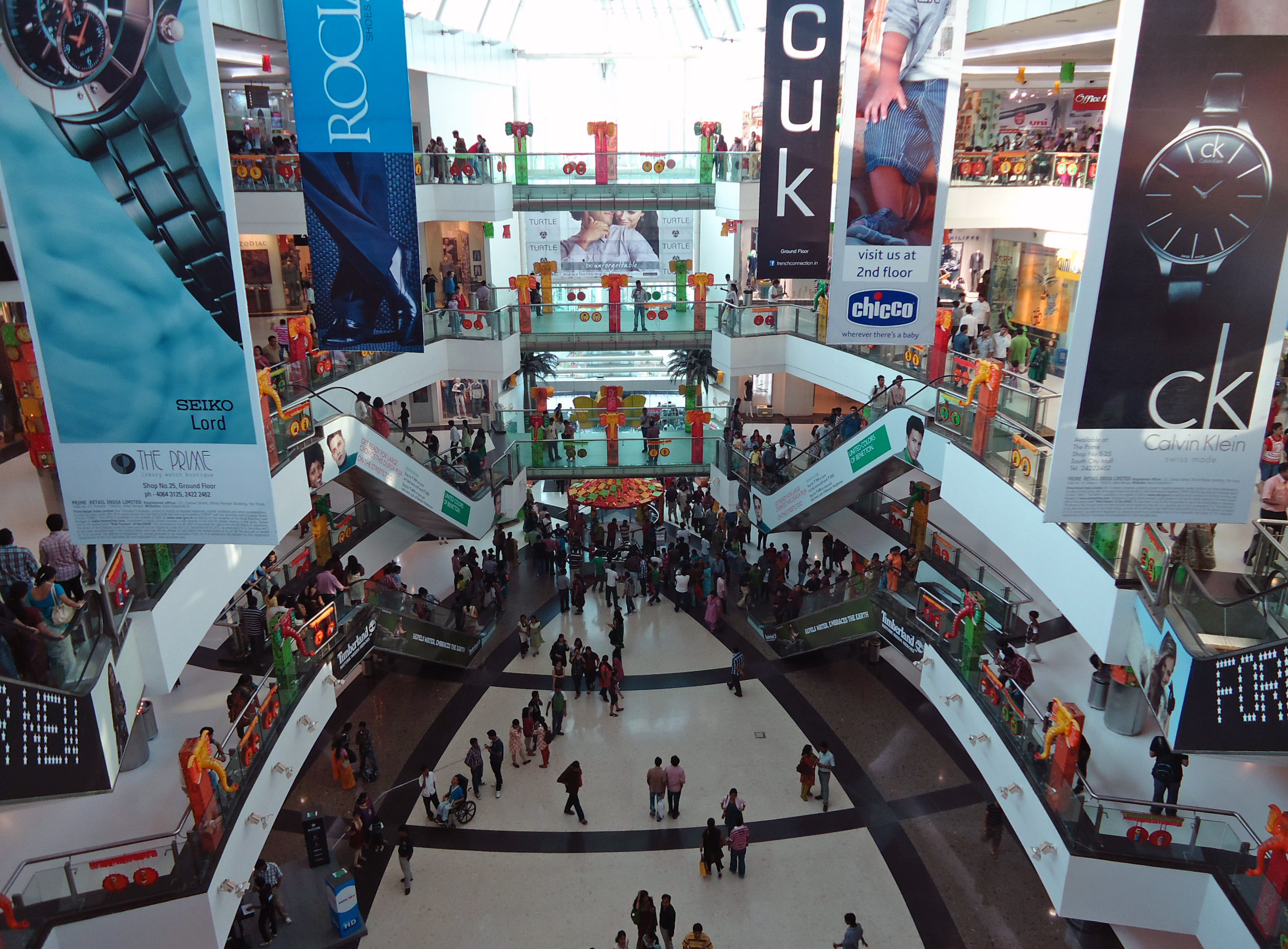
Grandes centros comerciales, convertidos en lugares de estancia y paseo, reflejan el uso de la compra como actividad de ocio.

- Adicción a la compra y compra compulsiva. Aunque conceptualmente se trata de dos cuestiones distintas, la adicción al consumo y la compra compulsiva están interrelacionadas y en ambas se manifiesta un mismo comportamiento: la carencia de autocontrol para regular las compras y contener los impulsos. Por adicción al consumo, se entiende el afán por efectuar continuamente compras nuevas, en su inmensa mayoría de cosas innecesarias o superfluas. El concepto de compra compulsiva se refiere al proceso psíquico por el que muchas personas no son capaces de controlar sus deseos o impulsos y someterlos a la reflexión o la crítica antes de la compra.[3] Por supuesto no todas las compras imprevistas o no planificadas son compras compulsivas. Una persona puede encontrar una oferta de un artículo que precisaba, pero que no pensaba comprar de inmediato, y adquirirlo, sin que se trate de una compra compulsiva. Por ello hay que señalar que una característica básica del comportamiento de las personas con problemas graves de adicción al consumo es que las compras que realiza son inadecuadas e insatisfactorias. Es posible que sienta cierto placer al realizarlas o una sensación de alivio al ceder ante la tensión que le provoca el deseo de compra, pero después se arrepentirá de la compra efectuada. Este arrepentimiento, en el caso de personas con problemas intensos de adicción al consumo, puede llegar a ser una sensación de culpa y malestar muy profunda, aunque para la mayoría de los consumidores, simplemente el objeto deja de ser atractivo una vez comprado y se desecha, o se olvida y no se usa jamás.
- Falta de autocontrol económico: es la incapacidad constante y grave de ajustar los hábitos de gasto a las posibilidades económicas de cada sujeto. No se trata de que gastos ordinarios o imprevistos hagan vivir con dificultades, sino que hay una absoluta incapacidad para controlar el dinero personal o familiar racionalmente y disciplinar los gastos, por superfluos que objetivamente sean. Una manifestación de esta falta de control suele ser uso excesivo del crédito. La persona entra en una rueda de “vivir a crédito” se va acostumbrando a enlazar un préstamo con otro, va aumentando su número y la “alegría” con la que se endeuda. El resultado final es el sobreendeudamiento activo, o “culpable”, es decir, el que se deriva de la propia conducta desordenada del consumidor.[4]

## Incidencia de la adicción a la compra en la población general
Es un tema debatido el porcentaje de personas que tienen problemas de adicción a la compra, ya que la línea que señala los comportamientos patológicos de los que, aunque sean excesivos, son socialmente aceptados es difícil de delimitar. No obstante, se puede señalar lo siguiente: 
- La adicción al consumo y otras manifestaciones graves de la falta de control en el gasto son problemas extendidos y en constante crecimiento en nuestra sociedad. Los estudios con muestras de la población general dan una proyección de entre el 8% y 16% de personas con problemas de compras incontroladas o excesivas, mientras que los estudios clínicos dan cifras más conservadoras de entre el 2% y 5%.[5] De acuerdo con el “Estudio Europeo sobre Problemas Psicológicos y Sociales relacionados con la falta de autocontrol en la compra y el gasto, la adicción al consumo y el sobreendeudamiento”,[6][7]   el 3% de los adultos y el 8% de los jóvenes tienen un nivel de adicción a la compra que puede considerarse patológico, es decir que afecta gravemente la vida de las personas que lo padecen. En los Estados Unidos se han señalado estimaciones sobre la prevalencia de este trastorno que van desde el 2% al 12%, e incluso superiores.[8]

- La mayoría de las personas que tienen estos problemas no reciben, ni solicitan tratamiento y si lo hacen es después de años de padecerlos, cuando la adicción ha provocado importantes repercusiones económicas en su patrimonio o de deterioro de la relación con las personas de su entorno. Por ello, y por la falta de conciencia social sobre el problema, la “cifra oscura” de las personas que padecen estos problemas es altísima.
- Además de los casos graves de adicción al consumo, una parte importante de los consumidores, (entre el 30% y el 50% de la población) tiene deficiencias en el autocontrol o conductas excesivas en relación con la compra y el gasto. De acuerdo con el citado Estudio Europeo el 33% de la población adulta y el 46% de los jóvenes tienen problemas leves o moderados de adicción a la compra o de falta de autocontrol en el gasto.[9]

## Relación con otros trastornos y rasgos de personalidad
Se ha estudiado la relación de la adicción a la compra con otros trastornos, especialmente con los depresivos, la ansiedad. También se ha relacionado esta adicción con la baja autoestima y con determinados rasgos de personalidad como la impulsividad, el materialismo y el hedonismo. 
- Relación con los problemas depresivos. Los trastornos depresivos constituye el padecimiento más frecuente en los casos más graves de adicción a la compra. Esta relación se debe a que muchos consumidores utilizan la compra como un mecanismo para compensar, o afrontar sus estados depresivos. Edwards (1992) en una investigación que tenía como objetivo estudiar la influencia de una serie de variables personales en dos grupos, uno de adictos a la compra y otro de consumidores no adictos, llegó a la conclusión de que la depresión actúa como desencadenante de los problemas de adicción al consumo. Faber y Chriteson (1996). En congruencia con estos datos, otros investigadores han señalado la elevada incidencia de los trastornos depresivos entre los adictos al consumo. Así, Mc.Elloy (1994)  sitúa en el 25 % el porcentaje de adictos con problemas depresivos, Lejoyeux  (1998) en el 61%, y Black, Montaban y Gabel (1997) en el 60%.[10] Investigaciones más recientes, como el referido Estudio Europeo, indican que los adictos a la compra suelen tener sentimientos de llevar una vida insatisfactoria, una acumulación de problemas a los que no se sabe hacer frente y manifestar falta de alicientes o ilusiones vitales. En estos casos, mediante el consumo se busca una vía de escape, una satisfacción, aunque sea momentánea, que compense y ayude a soportar el sentimiento depresivo.

- Relación con la ansiedad.  Cole (1995) llevó a cabo un estudio con una muestra de 420 personas, llegando a la conclusión de que la ansiedad tiene un papel esencial como antecedente o desencadenante de la adicción a la compra. En otro estudio de Valence (1998) se puso de manifiesto que, a medida que aumenta el nivel de ansiedad, crece la posibilidad de desarrollar adicción al consumo. También los estudios clínicos sobre la incidencia de los problemas de ansiedad en los adictos al consumo, reflejan esta relación, aunque los porcentajes, por los motivos expuestos, varían mucho: Shlosser (1994) 42%; McElroy (1994) 80%,  y Christenson (1994) 50%. Un estudio llevado a cabo en España por Garcés y Salcedo en el año 2005,[11] a partir de una muestra de 253 jóvenes, concluyó que el rasgo de ansiedad tiene una influencia significativa, pero, por sí solo, no es determinante de las actitudes y comportamientos de los consumidores.

## Diferencias en razón del género y la edad en la incidencia de la adicción a la compra

### Diferencias entre hombres y mujeres
En los primeros estudios sobre la adicción a la compra, se señaló la mayor incidencia de estos problemas entre las mujeres, hasta el punto de que se veía como un problema  “propio de mujeres”.  Se pensaba que podía ser una manifestación, casi, específicamente femenina, de problemas depresivos o de trastornos obsesivo-compulsivos;  o se consideraba, desde el punto de vista psicoanalítico, que la adicción era un fenómeno similar a la cleptomanía, relacionándolo con la represión sexual para justificar su mayor incidencia en las mujeres. Las sucesivas investigaciones que se llevaron a cabo durante el siglo pasado,  confirmaron esta diferenciación de género, aunque no hubiera acuerdo sobre su magnitud. (Reisch y Scherhorn 1996,  Schlosser 1994).
Para explicar la mayor incidencia de la adicción al consumo entre las mujeres, se han formulado recientemente otras hipótesis. Así, se ha argumentado que las personas desarrollan más fácilmente adicciones excesivas hacia conductas que les son habituales, y que existe una influencia social que hace que una parte importante de las compras, sobre todo las domésticas, sea realizada mayoritariamente por las mujeres. En la medida en que la compra constituye para muchas mujeres como obligación o como distracción una de sus actividades más habituales, es fácil que se convierta en la principal válvula de escape frente a otros problemas, y acabe convirtiéndose en adicción. 
Otra posible causa es que los comportamientos incontrolados de compra más llamativos son los referidos a las compras de prendas de vestir, calzado, cosméticos y otro tipo de productos que tienen que ver con el cuidado de la apariencia física, estadísticamente más frecuentes en las mujeres. En cambio, otro tipo de excesos en las compras, más frecuentes en los hombres, como los artículos de electrónica, automóviles,  complementos para vehículos etc,  suelen pasar más desapercibidas, a pesar de que se refieren a productos de elevado coste económico. Esta apreciación ha sido corroborada por estudios relevantes sobre los diferentes productos que adquieren los adictos a la compra, según sean estos hombres o mujeres Tres investigaciones distintas (Flaber, O´Guin y Krych en 1987, Scherhorn 1990, y McElroy en 1994) coinciden en que las mujeres gastan más en ropa, calzado, perfumes, joyas y cosméticos en general y los hombres tienden a despilfarrar en artículos deportivos, accesorios para el automóvil y productos electrónicos.
	El estudio europeo, realizado en el año 1999”, constató que, efectivamente las mujeres se sentían mucho más atraídas por actividades como ir de tiendas,  ver escaparates, acompañar a otras personas a hacer sus compras, ir a grandes almacenes o utilizar la compra para afrontar situaciones de tristeza, abatimiento o depresión. Sin embargo, la cuestión decisiva, es que en el estudio no aparecen diferencias significativas entre hombres y mujeres respecto a la impulsividad en la compra ni en cuanto al autocontrol o el desajuste en el gasto. Esta constatación de que las mujeres sienten más atracción por la compra, pero no por ello son más gastadoras, ha quedado corroborado por otros estudios, que han señalado,  por ejemplo, que el setenta y cinco por ciento de los hombres que se prueba una ropa la compran, mientras que, en el caso de las mujeres solo lo hacen el veinticinco por ciento. Underhill  señala que “las mujeres sienten una mayor simpatía hacia lo que nosotros conocemos como shopping, es decir, pasear por tiendas a ritmo calmado, examinando artículos, comparando productos y precios, interactuando con el personal de ventas, escogiendo cosas y finalmente haciendo la compra...”. Entre los hombres la etapa de “precompra” suele ser mucho más reducida, sin que esto signifique que sean más controlados en las compras. 

### Diferencias en razón de la edad
En las investigaciones realizadas, tanto en la muestra de la población general como en las de sujetos sometidos a tratamiento (D´Astous, Scherhon 1990), se ha puesto de manifiesto que existe una correlación negativa entre edad y adicción a la compra, de forma que, a medida que avanza la edad de la población, hay una menor incidencia de adicción. Este dato fue confirmado en el referido Estudio Europeo. Hay que tener en cuenta que la edad de diagnóstico es muy posterior a la edad de comienzo de los problemas de adicción. Suele ser en torno a los 18 años cuando, en la mayoría de las personas, comienzan los síntomas de la adicción, pero el tratamiento, si se recibe, suele comenzar casi 12 años después, es decir, a partir de los 30 años. Hay un largo periodo de tiempo en la vida de las personas (normalmente entre los dieciocho y los treinta años) en el que el problema de adicción va creciendo y aumenta también, poco a poco, el nivel de agobio económico y la acumulación de créditos de quien lo padece. 
Como causa de esta mayor incidencia de la adicción a la compra entre las personas de menor edad, se señala que las personas más jóvenes han nacido y crecido en sociedades cada vez más consumistas, sufriendo una creciente presión de las técnicas y estrategias publicitarias y de marketing para la incitación a la compra y al gasto. En cambio, es infrecuente encontrar problemas graves de adicción a la compra a partir de los 65 años.

## Diferentes enfoques teóricos de la adicción a la compra
- Enfoque clínico: desde la antigüedad se han descrito casos de personas que compraban de una forma descontrolada, pero las primeras referencias relevantes a la adicción a la compra aparecen a principios del siglo XX con Kraepelin y Bleuler. Estudiaron casos de personas, en su inmensa mayoría mujeres, que no podían controlar sus excesos de compra y consideraron estas conductas como manifestaciones sintomáticas de otros desequilibrios psicológicos: depresiones, trastornos obsesivos-compulsivos, problemas control de impulsos, etc. Este enfoque clínico es el que también siguieron las teorías psicoanalíticas, que interpretaron que estos casos extremos eran comportamientos cercanos a la cleptomanía, y serían manifestaciones de conflictos internos, de tipo sexual. Hasta los años ochenta este enfoque clínico ha sido el predominante, considerándose, mayoritariamente, por la psicología y la psiquiatría como un trastorno individual de control de los impulsos y obsesivo-compulsiva, destacándose su mayor prevalencia en las mujeres y su posible relación con los problemas depresivos.

- Enfoque psicosocial:  a partir de la década de 1980, se constató un espectacular aumento del número de personas con problemas de autocontrol en la compra y en el gasto. Como este aumento era paralelo al desarrollo de la sociedad de consumo y la extensión de los valores y comportamientos consumistas, se empezó a considerar que los casos más graves de adicción a la compra eran manifestaciones individuales intensas de un problema social general. Entre estos modelos se encuentra los de Javier Garcés y Alejandro Salcedo[16] para los que la adicción a la compra es la  “punta del iceberg”, es decir, la manifestación más intensa de un problema general, que afectaba, en mayor o menor medida, a una gran parte de la población. En la actual sociedad las diferencias entre los comportamientos del consumidor medio y los adictos a la compra son más cuantitativos que cualitativos.  Las influencias tentaciones publicitarias y comerciales, que provocan en algunas personas graves problemas de adicción a la compra o endeudamiento excesivo son los mismos que provocan los comportamientos consumista de la mayoría de los ciudadanos.[17]  La “pirámide consumista” describe gráficamente este modelo.Otro modelo es el defendido por Helga Ditmar que puede considerar mixto, ya que señala que los problemas de adicción a la compra son producto de la confluencia de dos factores: un alto nivel de valores materialistas y una alta discrepancia entre el autoconcepto real (como se ve a sí misma la persona) y el autoconcepto ideal (como desearía verse).[18]
- La adicción a la compra como adicción sin drogas o adicción social: en otro enfoque teórico, no incompatible con los anteriores, la adicción a la compra se suele incluir dentro de las llamadas “adicción sin drogas”  como la adicción al juego, y, específicamente, dentro de las llamadas nuevas adicciones sociales como la adicción a internet, los videojuegos, al teléfono móvil, etc.[8]

## Diagnóstico y afrontamiento inicial
Dado que el hecho de que las personas compren más de lo necesario es habitual y aceptado en nuestra sociedad, los comportamientos más excesivos tardan tiempo en ser considerados como patológicos. Por lo general, la adicción a la compra se manifiesta entre los 20-30 años, pero no suele detectarse hasta que, años después, esta adicción ha llevado a quien la padece a una situación de quiebra económica, por la acumulación de deudas, y, sin embargo no es capaz de cambiar su comportamiento.
En el afrontamiento del problema suelen presentarse dos fases. En la primera el propio entorno del sujeto, los servicios sanitarios de atención primaria, las organizaciones de consumidores u otras entidades, son las que detectan el problema y tratan de solucionarlo. Cuando, por la gravedad del caso, o por la existencia de otros trastornos asociados, no es posible solventarlo, intervienen profesionales especializados, habitualmente psicólogos o psiquiatras.	
El diagnóstico y valoración de la adicción a la compra, se realiza a partir de la valoración de los comportamientos constatados y sus consecuencias. También se utilizan cuestionarios o test específicos como el FACC-II (Cuestionario sobre factores psicológicos de adicción al consumo, hábitos personales de compra y sobreendeudamiento) . El análisis conductual permite recopilar datos, a partir de la entrevista a la persona que sufre la adicción y las personas de su entorno, así como a través de informes o documentos para determinar: 
- ¿Cuándo se compra?: resulta muy importante el estudio de las situaciones críticas ligadas a la compra excesiva, porque van a ser claves esenciales para entender y tratar el problema ¿compra siempre solo o acompañado?, ¿a la misma hora del día?, ¿compra casi siempre en determinados estados de ánimo, por ejemplo cuando se está triste o aburrido?. Así, al conocer las situaciones que predisponen al sujeto a la compra compulsiva se puede modificar el comportamiento, actuando especialmente sobre esas circunstancias o estados.

- ¿Qué se compra?: las personas con problemas de adicción al consumo suelen presentar patrones muy específicos de comportamiento respecto a los productos que les atraen. Así es muy frecuente en algunas mujeres la obsesión por la compra de objetos relacionados con la apariencia física: ropa, cosméticos, joyería, perfumes, etc. Algunos hombres suelen compran en exceso artículos relacionados con la electrónica, los ordenadores, o la automoción.[19] Conocer cuál es el tipo de productos hacía los que el consumidor dirige sus compras excesivas, nos va a dar pistas muy importantes sobre el trasfondo del problema. Por ejemplo, el exceso de compras relacionadas con la apariencia física puede indicar problemas de autoestima o de valoración de la propia imagen.
- Formas de pago y de control económico: es una cuestión esencial, ya que los problemas de adicción a la compra suelen estar están asociados con el uso excesivo de tarjetas y otros instrumentos de créditos. Por ello es fundamental conocer los instrumentos de pago utilizados: ¿paga siempre con tarjeta?, ¿compra a plazos?, ¿se preocupa de si tiene o no saldo para hacer frente a lo que compra con tarjeta?, ¿utiliza o ha utilizado otros instrumentos de créditos al consumo? ¿ha acumulado créditos pendientes de pago?, etc.

En cuanto al uso de cuestionarios o test específicos, resultan muy útiles para el diagnóstico y valoración de los problemas de adicción a la compra y para orientar adecuadamente la terapia.  Uno de los más amplios y específicos es el citado FACC II , que realiza una valoración individual sobre diversos comportamientos, actitudes e ideas de las personas en relación con la adicción a la conducta de compra y actividades consumistas, tendencia a la compra compulsiva, consumodependencia, deficiencias en el autocontrol económico, tendencia al sobreendeudamiento y a desajustes económicos derivados de factores psicológicos. En la versión más habitualmente utilizada (FACC II B),
consta de 76 enunciados con cinco opciones de respuestas. Ofrece un informe simplificado en tres variables generales (adicción a los estímulos de consumo,  adicción a la compra y descontrol del gasto/tendencia al sobreendeudamiento) y valora la puntuación relativa del sujeto respecto a la población general de referencia.

## Tratamientos de la adicción a la compra

### Tratamiento farmacológico
La inclusión de este problema dentro de los trastornos “obsesivo-compulsivo”, y su relación con la depresión, ha conducido a utilizar determinados fármacos antidepresivos para su tratamiento, evidenciándose, en algunos casos, buenos resultados. Dentro de los medicamentos antidepresivos, se ha prestado especial atención a aquellos que cuyo efecto se relaciona con un neurotransmisor cerebral, la serotonina. Esta sustancia parece estar relacionada con las deficiencias en el control de los impulsos, por lo que los medicamentos que, como la fluoxetina y la fluvoxamina, elevan su concentración cerebral serían una alternativa farmacológica para tratar la adicción a la compra. Aunque los resultados no pueden considerarse, en absoluto, concluyentes, en la década de 1990 se han desarrollado investigaciones que parecen apoyar la efectividad de estos tratamientos, al menos en algunos casos.

### Tratamientos psicológicos-conductuales
En el tratamiento de la adicción a la compra, al contrario que en otras adicciones como el juego,  el alcohol o el tabaco, no se puede pretender apartar a quién lo padece de la conducta a la que es adicto (la compra) sino que debe ser capaz de enfrentarse a los estímulos consumistas que le rodean (tiendas, escaparates, publicidad), manteniendo el autocontrol. Por ello, las técnicas psicológicas más empleadas son de tipo conductista, especialmente las de control de estímulos y prevención de respuesta.
- Control de la exposición a los estímulos y prevención de respuesta  Frente a los problemas que, como la adicción a la compra, se manifiesta por la impulsividad y la pérdida de control ante determinados estímulos, una de las alternativas terapéuticas más obvias es evitar la exposición a esos estímulos. Este principio es tan elemental que los consumidores que intentan enfrentarse a la compra compulsiva o al gasto excesivo, suelen empezar empleando estos procedimientos: no pasean por calles donde hay tiendas, evitan mirar los catálogos de ofertas o de ventas por correo, no entran en comercios, etc. Para los adictos al consumo es más fácil limitar su “exposición” a los estímulos de consumo, que tratar de vencer su influencia una vez que se encuentran frente a ellos.  Sin embargo, existen dos inconvenientes en este tipo de estrategia. Por un lado, seguimos expuestos a estímulos a los que es imposible escapar, como sucede con los comercios o con la publicidad y, por otro lado, una persona no puede pasar toda su vida voluntariamente alejada de cualquier tentación de compra.   Por ello, el control de estímulos suele considerarse una imprescindible y eficaz medida “de choque” para comenzar el proceso de cambio, entre otras cosas porque, a menudo, cuando se está un cierto tiempo sin contacto con los mismos, se produce una extinción total de su efecto como impulsores de compra y gasto.
- Técnicas de modificación de respuesta.  Tratan de eliminar las respuestas impulsivas o inapropiadas a los estímulos, consiguiendo que el sujeto aprenda otras respuestas alternativas. Una estrategia muy habitual es llevar a cabo una exposición intensa y prolongada a los estímulos, impidiendo la respuesta que se quiere evitar, en este caso la compra compulsiva.  Por ejemplo a una persona aficionada a visitar determinados grandes almacenes, en los que siempre acaba comprando, debe permanecer largo rato dentro de estos comercios, acompañado de un tutor para apoyarle y asegurar que no compra. De esta forma, el sujeto va aprendiendo a entrar y salir del comercio sin comprar, comprobando que es capaz de vencer los impulsos y que se siente mucho mejor una vez que lo hace. En otros procedimientos es el propio sujeto quién, sin ir acompañado de otra persona aprende y a resistir las tentaciones y los impulsos.  De este modo adquiere la habilidad de diferir las decisiones de compra, y a no tomarlas cuando está frente a los propios estímulos de consumo, con lo que potencia su autocontrol económico.

### Tutorización
En el tratamiento de la adicción al consumo, resulta muchas veces de gran utilidad que otras personas, generalmente amigos, familiares, o técnicos en consumo, intervengan para ayudar al adicto a controlar sus gastos y evitar los comportamientos impulsivos. A menudo, el adicto tiene que aceptar que, hasta que recupere el autocontrol, sus cuentas, sus tarjetas, y toda su economía sea supervisada por otra persona que se convierte en “tutor voluntario”. Es posible que tenga que aceptar también no ir solo a centros comerciales y otro tipo de limitaciones, incluso, de naturaleza jurídica. 

### Técnicas de autorregistro
Las técnicas de autorregistro se basan en que la propia persona apunte las actividades que realiza para, posteriormente, poder recordarlas y analizarlas. Puede ir desde una simple contabilidad personal de ingresos y gastos, en los casos más leves de simple descontrol económico, a un diario detallado de acontecimientos y estados de ánimo para los casos más graves de adicto al consumo. En este último caso sirve para obtener claves sobre la conducta que pasarían desapercibidos al propio sujeto y, además, es un medio terapéutico en sí mismo que ayuda a comprender y reflexionar sobre su comportamiento a la persona que lo realiza. La eficacia de esta técnica en la adicción al consumo y para el autocontrol del endeudamiento y el gasto impulsivo es tan clara que, de una u otra forma, suele incluirse en todos los programas de tratamiento.

### Grupos de autoayuda y terapia de grupo
De forma similar a otras adicciones, se han llevado a cabo experiencias de terapia de grupos y grupos de autoayuda, siguiente un modelo similar al que se desarrolla en otras adicciones.